# Гуляева, Мария Яковлевна
Мария Яковлевна Гуляева (1911 — ?) — советская деятельница промышленной отрасли, новатор производства, работница Харьковского машиностроительного завода, Герой Социалистического Труда (7.03.1960). Кандидат в члены ЦК КПУ в 1956—1961 годах.

## Биография
Член ВКП(б) с 1945 года.
Работала работницей на предприятиях города Харькова.
С 1950-х годов — обработчица, доводчица Харьковского машиностроительного завода.

## Награды
- Герой Социалистического Труда (7.03.1960)
- орден Ленина (7.03.1960)
- медали